# Gran Semana
La Gran Semana fue una serie de movimientos militares realizados entre el 22 y 27 de noviembre de 1840, cuando las fuerzas rebeldes se aproximaron a Bogotá y las medidas que tomaron los partidarios del gobierno para defenderla.

## Antecedentes
El impulso centrífugo del federalismo neogranadino volvió a surgir durante la guerra civil, como había pasado durante la Patria Boba, sólo que en esa anterior ocasión la guerra contra España impuso a las ideas centralistas. El federalismo había quedado latente y los clanes familiares que dominaban la política de cada provincia gracias al aislamiento geográfico, veían en Bogotá una nueva España a la que enfrentarse. Se iniciaba un conflicto entre el poder central y las regiones que duraría hasta el fin del siglo XIX.
Siguiendo al movimiento iniciado en Pasto y vencido en Buesaco empiezan nuevos alzamientos en Vélez, Timbío y Casanare en la primera mitad de 1840.
El 8 de octubre se rebeló Salvador Córdova en Medellín en apoyo de José María Obando, quien había sobrevivido a su derrota en Huilquipamba y estaba reconstruyendo sus fuerzas. El 11 de octubre el general Francisco Carmona y Lara se alzó con 300 soldados en Ciénaga, marchando a Santa Marta a destituir al gobernador y proclamar el «Estado Soberano de Manzanares». Poco después, los líderes de Barranquilla, Soledad y Sabanalarga crean el «Estado Soberano de Cibeles» o «Estado Soberano Federal de Barlovento». El general Juan José Nieto depuso al gobernador de Cartagena de Indias y tanto Mompox como la Guajira se sumaron a la revuelta para proclamar la «República Federal de la Costa». El 29 de noviembre el general Tomás Herrera se insurreccionaba en el istmo de Panamá e inicia contactos con Washington D. C., Londres y Costa Rica para obtener reconocimiento. La chispa luego prende en Chocó. En el centro del país, Manuel Murillo Toro, secretario de Manuel González, proclama el «Estado Soberano de Mariquita», a la que se sumaron Honda, Ibagué y Ambalema. También se rebelan Juan José Reyes Patria en Tunja, Vicente Vanegas en Vélez o Juan Antonio Gutiérrez de Piñeres en Cartagena. Cada territorio rebelde proclama su secesión y creaba su unidad política autónoma.

## Gran Semana
Después de su derrota en Buenavista el 28 de octubre, el gobernador de la provincia del Socorro, Manuel González, se refugió en Sogamoso, donde se le unió Reyes Patria y juntos sumaron 2000 revolucionarios, aparte de 200 lanceros a caballo casanareños aportados por los venezolanos Mariano Acero y Francisco Farfán. El general Joaquín París Ricaurte, que ocupaba Tunja, recibió órdenes de volver a Bogotá y la ciudad fue ocupada inmediatamente por los rebeldes. El 22 de noviembre el general anunció la inmediata venida de los llaneros a la capital, lo que causó tal alarma que rápidamente se formó una milicia de 1000 vecinos. La ciudad sólo contaba con medio batallón de la Guardia Nacional, organizado en la 1.ª compañía de cazadores, otra de indios de Usme, la de Paneleros (llamada así porque la mayoría de sus miembros eran trabajadores de alimentos más algunos artesanos) y la Dragones de la Unión (formada por jóvenes de las mejores familias) a las órdenes del general Francisco Urdaneta y González de Rivadavia, quien hizo construir barricadas, trincheras y fosos. Finalmente, se fortificó el antiguo colegio San Bartolomé y se guardaron ahí viejas carabinas, fusiles y hasta cañones de la guerra de independencia. En la noche del 23 se refugiaron ahí las familias y se mandaron patrullas a vigilar las calles. A la mañana siguiente llegó el general París con 500 infantes y 300 jinetes, lo que calmó la situación. El 25 de noviembre desfilaron los sacerdotes la estatua de Jesús Nazareno y se repartieron a los milicianos escuditos con la inscripción J.H.S., Jesús Hominum Salvator, monograma también grabado en las puertas de las cosas.
El día 27 González llegó a Zipaquirá, a 40 km de la capital, y los bogotanos esperaron el inminente ataque pero esa misma noche se supo que la avanzada del Ejército del Sur, al mando del general Pedro Alcántara Herrán llegó a Soacha, a sólo 10 km de la ciudad. El caudillo rebelde, enterado de la proximidad enemiga, envió mensajeros al presidente José Ignacio de Márquez proponiéndole retomar el poder y organizar una conferencia de paz pero nadie respondió. A las 15:00 horas del 28 de noviembre la hueste gubernamental entró en una ciudad adornada para recibirla y que arrojaba a su paso flores, guirnaldas de laurel y gajos. Al atardecer formaron en la Plaza de Bolívar 1700 infantes y 800 jinetes. El 5 de diciembre llegaron Tomás Cipriano de Mosquera con otros 1200 soldados, pasaron tres días en la urbe recibiendo mantas, ruanas y uniformes hechos por las damas locales. Los rebeldes habían perdido la oportunidad de tomar la capital desguarnecida y tampoco atacaron a París, inferior en número, antes que llegara a la ciudad.

## Consecuencias

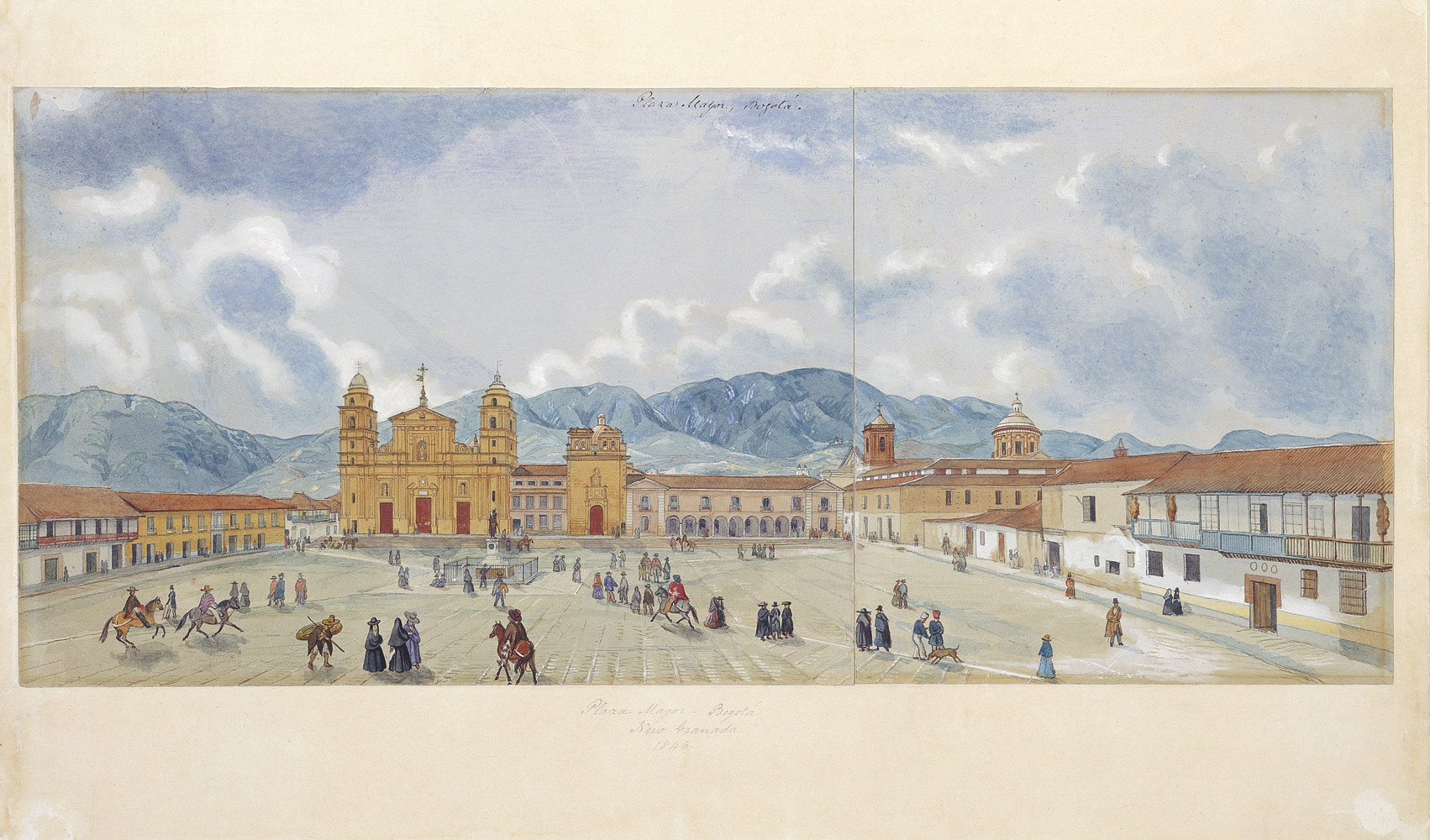
Bogotá en 1846, acuarela de Edward Walhouse Mark.

La guerra seguía, el Bajo y Medio Magdalena estaban en poder de los rebeldes, quienes tenían en sus manos el vital puerto de Honda que controla las conexiones con el exterior. La costa atlántica estaba perdida, igual que Panamá y Antioquia.
El gobierno decidió atender todos los levantamientos a la vez para impedir que ninguno se volviera incontrolable. Herrán, comandante en jefe del ejército, organizó sus fuerzas en dos divisiones: la primera, 1500 efectivos a cargo de Mosquera, salió hacia el norte a sofocar Socorro y la costa atlántica; y la segunda, dirigida por París, fue enviada a Mariquita y Honda con 1200 soldados. También se ordenó al coronel Eusebio Borrero sofocar Antioquia, Chocó, Buenaventura y Cauca. Puesto que los rebeldes controlaban los puertos y los ingresos de las aduanas, el presidente recurrió a emprestamos forzosos para pagar el esfuerzo bélico. La guerra lo forzó a acercarse a los sectores militares y bolivarianos dejando de lado a los progresistas. Finalmente, se aceptó la entrada de tropas ecuatorianas en calidad de «auxiliares» para completar los 5000 soldados necesarios para contener la rebelión (se llegó a enviar una carta a Flores pidiéndole el envío de 2000 soldados) y se determinó que de caer la capital el gobierno se trasladaría de ubicación, pero la lucha seguiría hasta el final.
El 2 de enero de 1841, la pequeña guarnición de El Socorro, a cargo del general Urdaneta, fue atacada por 700 rebeldes mandados por el coronel Francisco Martínez Troncoso. Urdaneta, enviado en diciembre para pacificar la región con 70 soldados del 2.º escuadrón de húsares, resistió hasta el día siguiente, cuando tuvo que rendirse al haberse agotado las municiones y con muchos heridos. Sería liberado después de Aratoca.
El plan de los rebeldes era unir sus fuerzas. González y Reyes Patria marchaban a Ocaña, al igual que Carmona desde Ciénaga y Gutiérrez de Piñeres desde Mompós. Sin embargo, Herrán y Mosquera se adelantaron y el 9 de febrero, en Aratoca, interceptaron con 1500 efectivos al ejército de 1800 revolucionarios de González, venciéndolo con facilidad, dejando en el campo 50 muertos y 430 prisioneros. Tuvo que refugiarse en Ocaña, donde murió de fiebres el 21 de marzo de 1841. Había nacido en San Gil en 1798 y era veterano del ejército patriota en las campañas de Venezuela, Quito, Perú y Nueva Granada. En cuanto a Herrán, tras su victoria volvió a Bogotá para ser elegido presidente por el Congreso el 1 de abril, el mismo día que Mosquera derrotaba a Carmona en Tescua.